# Джордж Стрейндж
Джордж Стрейндж (англ. George Strange, 9 листопада 1880 — 22 червня 1961) — канадський академічний веслувальник.
Срібний призер Олімпійських Ігор 1904 року в складі вісімки.